# یواس‌اس دیانا (۱۸۶۲)
یواس‌اس دیانا (۱۸۶۲) (به انگلیسی: USS Diana (1862)) یک کشتی بود که طول آن not known بود.